# ウィークネスヒーロー トラウマン
ウィークネスヒーロー トラウマンは、NECインターチャネルが製作し2001年5月に発売したパソコンゲーム。2002年2月にはフォーティーファイブが「ウィークネスヒーロー トラウマンDC」のタイトルでドリームキャストソフトとして移植・発売した。

## 概要
悪の組織と美少女たちとの戦いをコメディタッチで描いた恋愛アドベンチャーゲーム。また、テレビアニメのヒーロー番組や特撮ものを意識したフォーマットになっており、オープニングでは架空の前作である「ミラクルサイボーグ 99（ダブルナイン）」の最終回に続いて次回作として「トラウマン」がスタートする内容が描かれるほか、作品全体も全8話形式でアニメ番組のように毎回オープニングアニメや次回予告も入る。スタッフもシナリオを「うる星やつら」の柳川茂、キャラクターデザインを「VS雀士ブランニュースターズ」の新貝田鉄也郎、作画監督を「新世紀GPXサイバーフォーミュラ」の飯塚正則、美術監督を「機動戦士ガンダム」の中村光毅、音楽を「センチメンタルグラフティ」の田光誠、ナレーターを「仮面ライダー」の中江真司がそれぞれ担当している。
ゲームの目的は高校生兼悪の総統である主人公を操り、同級生でもある謎のヒロイン「トラウマン」を倒し日本征服を目指すこと。しかし戦うのは主人公ではなく、学園生活を通して得た情報（各ヒロインの「トラウマ」）を元に怪人「ミックスマン」を製作してヒロインを倒さないといけないが、ヒロインには恋愛要素として好感度が設定されており、好感度を上げようとすると弱点がわからず戦闘に負けてしまう可能性が高まるようになっている。
ゲーム後半では好感度や戦闘の勝敗によりヒロイン個別ルートやBADENDルートなど複数の展開に分岐するマルチエンディングとなっている。

## あらすじ
総統「幻影のズィニア」率いる悪の秘密結社「ブラックフェロモン」と正義のサイボーグ戦士「九十九サトル」が変身する「ミラクルサイボーグ・ダブルナイン」は幾度となく戦いを繰り広げていたが、ブラックフェロモンが開発した最強の生物兵器「死を呼ぶ乙女」により遂にダブルナインを追い詰めることに成功した。しかし、最終的にはダブルナイン決死の必殺技によりズィニアが撃破され敗れてしまう。ところが主だった幹部達は逃亡に成功しており、ズィニアの息子である「四尾征志（よお・ただし）」を新たな首領に迎え「ダークフェロモン」として再起した。そんな悪の秘密結社に謎のヒロイン「トラウマン」が立ちはだかる。実はトラウマンはズィニアが「死を呼ぶ乙女」と呼んだ生物兵器イクスィードだったが、ダブルナインとの闘いの後、戦闘員が回収を失念していたために組織を離れていたのだった。ダークフェロモンはイクスィードを回収し再度戦力とするため、また日本征服の障害を排除するため、打倒トラウマンに邁進することになる。

## システム
各話ではストーリーが進行する「シナリオモード」、トラウマンの苦手なトラウマを探る「諜報活動」、出撃する幹部を選び、ミックスマンを製造してトラウマンと戦う「バトルモード」に分かれる。また戦闘に勝利した場合はイクスィードをヒロインの体から探索するフェーズを、敗北した場合は出撃した幹部などにお仕置きを加えるシーンを挟み、次回予告が流れてその話は終了となる。
シナリオでは行動によりヒロインの好感度が上下する。諜報活動では好感度を変動させることに加え、弱点を探ることも出来る。諜報を行わない場合も電脳三姉妹が独自に調査しているためミックスマンの材料となるアイテムを得ることは出来るが彼女たちの調査は外れている場合もある。また、出撃する幹部はそれぞれ独自の幹部攻撃があるほか、各トラウマンとも相性がある。
選択することで該当キャラクターのエンディングが見られなくなる（フラグを折る）選択肢が複数存在するため、同時に複数のエンディングを攻略するのは難しい。半面周回プレイを重ねることでメッセージスキップなどゲーム機能が増えたりイベントの内容が変化したりする。また、ゲームを16周クリアすると戦績やエンディングの達成状況によりランキングが表示される。

## 登場人物

### ヒロイン
土倉 紀色（トラウマン1号）
声：前田愛
悪のフェロモン漂うところ　黄色き希望の光が照らす　正義の使者トラウマン見参!
かつてのブラックフェロモンがイクスィードのサンプルに最も適していると判断した少女。何をするにも一生懸命で真面目だが基本的にはドジで地味な女の子。市内でも最も地味な高校生で目立たないことが選考の大きなポイントとなった。カエル好き。
蘭瞳 葵（トラウマン2号）
声：石橋千恵
悪のフェロモン漂うところ　蒼き癒しの灯火燃ゆる　正義の使者トラウマン2号見参!
真面目で恥ずかしがりや。成績は優秀だが運動は苦手。序盤は組織に残る唯一のイクスィードであり、イヤリング型の制御装置により催眠・洗脳状態になるようになっているため、彼女からは確実に正しい情報を得ることが出来る。ただし、「○○は○○が好きです」という情報を伝えてくることもあり、必ずとも役に立つとは限らない。トラウマンの偽物として暴れさせ評判を落とす作戦により破壊活動を行っていた所、1号と戦闘になる。その過程で洗脳が解け、郷先生の強引な説得によりトラウマンとなった。
アケーナ・ウエハース（トラウマン3号）
声：久川綾
悪のフェロモン漂うところ　赤き血潮が轟き叫ぶ　正義の使者トラウマン3号見参!
アメリカからの留学生で片言でしゃべる。明るく元気な性格。プロレスが趣味。変わり者なため怪しまれないだろうということからイクスィードのサンプルに選ばれた。全財産の500円が物陰に落ちてしまい、拾うために変身したところを郷先生に見られ、トラウマンにスカウトされる。カッコいいから、ということであっさり承諾し、かえって郷を困惑させた。高笑いとともに登場する。
間金 緑（トラウマン4号）
声：大野まりな
悪のフェロモン漂うところ　緑の息吹が包み込む　正義の使者トラウマン4号見参!
家庭的だが子供らしくわがままな面も。彼女のみ中等部の一年生で主人公の同級生ではない。小学生時代にイクスィード改造された。しかしイクスィードを完全にコントロールできておらず、無意識に変身して破壊活動を行っており、その現場を見られた郷先生に脅迫されトラウマンとなった。コウモリ好き。
後川 桃子（ダークモモコ）
声：笠原留美
好奇心旺盛でお喋りなお調子者。ヒーローもの好きでトラウマンのファン。特定のルートのみ最終盤でミックスマンに代わりトラウマンと戦う。

### ダークフェロモン
絶佳のモーニング・グローリー
声：島田敏
ダークフェロモン四天王の一人。イクスィード開発部門担当。冷静沈着だが美少年を追い回す性癖がある。
幹部攻撃は体力吸収、トラウマンの攻撃力低下、ミックスマンの攻撃力増加（4倍）の3種。
博大のカメリア
声：遠藤守哉
ダークフェロモン四天王の一人。人材育成担当。ぬいぐるみ好きの神父。顎が長い。
幹部攻撃はダメージ無効、ダメージ反射、パーツ再生の3種。
灼熱のダンディライオン
声：風間信彦
ダークフェロモン四天王の一人。ズィニアの強さに魅かれ一介の戦闘員から拳一つで幹部まで上り詰めた男。戦闘員の訓練担当。彼のみ部下の戦闘員が女性。
幹部攻撃は弱ダメージ、中ダメージ、強ダメージの3種。
達観のラフレシア
声：山崎和佳奈
ダークフェロモン四天王の一人。妙齢の女性。医療部門担当。主人公たちの通う学園に保険医「八光 草香（やっこうそうか）」として潜伏中。
幹部攻撃はミックスマンの攻撃力増加（2倍）、体力吸収、トラウマンとミックスマンのステータス入れ替えの3種。
狡猾のピーオニ
声：青野武
ミックスマンの開発を担当する老科学者。幹部攻撃の効果はモーニング・グローリーと同一。
掌握のサンフラワー
声：木下尚紀
中国支部を担当する巨漢。オカマ。幹部攻撃の効果はカメリアと同一。
漆黒のジャンシャン
声：徳山靖彦
九州支部担当。殺し屋のスナイパー。幹部攻撃の効果はダンディ・ライオンと同一。無口で不愛想。幼いころに死んだ妹がマーガリットに似ているらしい。
旋律のクリサンセマム
声：神谷浩史
フランス支部を担当する。音楽プロデューサー。幹部攻撃の効果はラフレシアと同一。ボンジュールなどのフランス語を交えたり語尾に「ザンス」をつけたりして喋る。
電脳三姉妹
声：井上富美子（リリィ）、角田早穂（プリムラ）、大本眞基子（マーガリット）
しっかり者のリリィ、お転婆なプリムラ、のんびり屋のマーガリットの3人。ピーオニのサポートとしてメンテナンスや諜報活動を行う。リリイは「早乙女 百合」プリムラは「早乙女 桜」マーガリットは「早乙女 雛」として学園に潜入もしており、マーガリットは間金緑のクラスメイトでもある。
ミックスマン
声：大場真人
幹部達や電脳三姉妹が回収してくる「トラウマンのトラウマかもしれない物」を本体に融合して生み出す怪人。戦力は最新鋭の戦車5台分に相当する。右腕に食物、頭部に動物、左腕に道具を融合し、そのパターンは全部で9000以上ある。ネーミングは「右腕」怪人「頭部」「左腕」となる（例：「塩」「カタツムリ」「ハンガー」で「ソルト怪人マイマインガー」）。融合したものがトラウマンの苦手なものであれば高い能力を発揮するが、一度対戦するとトラウマは克服されるため注意が必要。また組み合わせによってはコンボが発生しミックスマンの能力が上下する（先述の例だと「塩で溶けそう?コンボ」が発生し大幅に弱体化する）。

### その他
幻影のズィニア
声：大場真人
主人公の父親でブラックフェロモンの首領。
九十九 サトル
声：神谷浩史
正義のサイボーグ戦士。ダブルナインに変身すると人間の潜在能力を99%引き出すことが出来る。全身に99カ所の特殊装甲とミラクル・ダイナマイトやミラクル・ボルトサンダー、ミラクル・ジェットチョップ、ミラクル・マシンガン、ミラクル・パンチ、ミラクル・ダッシュ、ミラクル・ウィングなど99の必殺技を持つ。頭脳であるミラクルコンピュータは歯車式のためウィルス攻撃は通用しない。しかし変身しての活動時間は99秒間しかない。死を呼ぶ乙女に苦戦したため、ズィニアを道連れに体内のエネルギー炉を臨界点まで活動させ爆破するミラクル・ファイナル（核ミサイル99個分の威力がある）で自爆した。が、変身前後を問わず隠しイベント扱いで作中によく登場する。特撮ヒーローものを意識したキャラクターで採石場のような場所でブラックフェロモンの殺人ロボット軍団（作中には「叡智のアオヤギン」と「瞬殺のカトバルーン」の2体が登場）と戦っていたり、ノリコさん（声：笠原留美）マサルくん（声：大本眞基子）マスター（声：西脇保）と交流があったりする。主題歌は「行け!ミラクルサイボーグダブルナイン!」。
郷 字夢
声：西脇保
学園の体育教師。トラウマンの育成を行っている。
ナレーション
声：中江真司
「ミラクルサイボーグ 99」「トラウマン」両作でナレーションを担当。

## 楽曲
- オープニング・テーマ
  - 「闘え! トラウマン」
作詞・作曲: 宇野振一　編曲: 広瀬充寿　歌: 前田愛
- エンディング・テーマ
  - 「Over The Rainbow ～七色の虹をこえて～」
作詞・作曲: 田光誠　編曲: 広瀬充寿　歌: 前田愛
- 挿入歌
  - 「行け! ミラクル・サイボーグ99」
作詞・作曲・編曲・歌:田光誠

OP/EDはカラオケバージョンを加えた4曲入りの8センチCDがゲームリリース前の2000年の2月24日にキングレコードから発売されている。またEDの「Over The Rainbow ～七色の虹をこえて～」は前田愛のベストアルバム「苺」に15th MEMORIAL VERSIONがボーナストラックとして収録されている。

## 書籍
- 『ウィークネスヒーロートラウマンDCビジュアルファンブック』 ISBN 978-4757708273 エンターブレイン
- 『ウィークネスヒーロートラウマン』（小説版） ISBN 978-4584381410 ベストセラーズ（プレリュード文庫）

## その他
- PC版はハングル文字版も販売された[8]。
- ミラクルサイボーグダブルナインに登場する殺人ロボット軍団「叡智のアオヤギン」と「瞬殺のカトバルーン」はPCゲーム雑誌「ログイン」の青柳編集長と「コンプティーク」加藤編集長がモデルとして協力している。